# Steffan Pino
Steffan Patricio Pino Briceño (n. Santiago, Chile, 26 de febrero de 1994) es un futbolista chileno. Juega de delantero central y actualmente milita en Deportes Iquique de la Primera División de Chile.

## Trayectoria
Oriundo de la comuna de Recoleta, sin hacer divisiones inferiores el año 2013 se fue a probar a Deportes Recoleta, quedando en el equipo textilero y comenzando su carrera como Volante de contención, sin embargo el entrenador Fabián Marzuca le vio condiciones como delantero,consolidándose como goleador de Tercera A y obteniendo el ascenso a Segunda División. En dicha categoría alternó el fútbol con el trabajo de taxista y Uber. El 2016, firmó su primer contrato como jugador profesional, fichando por Deportes Temuco de la Primera B. No contó con minutos en el equipo que se consolidó como campeón de la categoría, por lo que fue cedido a Deportes La Pintana, y luego regresó a Deporte Recoleta, en donde se coronó como goleador de Segunda División.
Esa destacada campaña lo hizo volver a la Primera B, esta vez para defender los colores de Deportes Melipilla en calidad de cedido.A mediados de 2018, luego de una buena campaña goleadora en la categoría de plata del futbol chileno, en agosto de 2018 es anunciado su traspaso a Universidad de Concepción de la Primera División.En enero de 2020 es anunciada su cesión a Deportes La Serena, con quien logra ascender a la Primera División luego de ganar la Liguilla de Promoción 2019; sin embargo, no vio demasiada acción al lesionarse de una rodilla, debiendo pasar por el quirófano.
En septiembre de 2020 es anunciado como nuevo jugador de Deportes Copiapó de la Primera B. Para la temporada 2021, es nuevo jugador de Santiago Morning de la misma divisional. Luego de marcar 14 goles en el torneo de 2021, tuvo un ofrecimiento del Sport Recife de Brasil, oferta que fue rechazada por el equipo microbusero.
En noviembre de 2022 es anunciado como el nuevo refuerzo de Deportes Iquique de la Primera B,siendo parte importante del equipo que logró el ascenso a la Primera División para el año 2024. En diciembre de 2023, se anunció su renovación con los dragones celestes.

## Selección nacional
En mayo de 2018 fue convocado a un microciclo por el entrenador de la Selección de Chile Reinaldo Rueda.
En mayo de 2024, fue incluido en la prenomina de 55 jugadores de la selección chilena con vistas a la Copa América 2024 por el entrenador Ricardo Gareca.En febrero de 2025, nuevamente fue convocado por Ricardo Gareca, esta vez para un partido amistoso ante Panamá. Marcando su primer gol. 

### Partidos internacionales
Actualizado hasta el 8 de febrero de 2025.
| Partidos internacionales | Partidos internacionales | Partidos internacionales          | Partidos internacionales | Partidos internacionales | Partidos internacionales | Partidos internacionales | Partidos internacionales | Partidos internacionales | Partidos internacionales |
| N.º                      | Fecha                    | Estadio                           | Local                    | Resultado                | Visitante                | Goles                    | Asistencias              | DT                       | Competición              |
| ------------------------ | ------------------------ | --------------------------------- | ------------------------ | ------------------------ | ------------------------ | ------------------------ | ------------------------ | ------------------------ | ------------------------ |
| 1                        | 8 de febrero de 2025     | Estadio Nacional, Santiago, Chile | Chile                    | 6-1                      | Panamá                   | Anotado                  |                          | Ricardo Gareca           | Amistoso                 |
| Total                    | Total                    | Total                             | Presencias               | 1                        | Goles                    | 1                        | 0                        |                          |                          |

| Selección chilena | Selección chilena | Selección chilena |
| Año               | Partidos          | Goles             |
| ----------------- | ----------------- | ----------------- |
| 2025              | 1                 | 1                 |
| Total             | 1                 | 1                 |

## Estadísticas

### Clubes
| Club                              | Div.                | Temporada           | Liga  | Liga  | Liga   | Copas Nacionales | Copas Nacionales | Copas Nacionales | Copas Internacionales | Copas Internacionales | Copas Internacionales | Total | Total | Total  |
| Club                              | Div.                | Temporada           | Part. | Goles | Asist. | Part.            | Goles            | Asist.           | Part.                 | Goles                 | Asist.                | Part. | Goles | Asist. |
| --------------------------------- | ------------------- | ------------------- | ----- | ----- | ------ | ---------------- | ---------------- | ---------------- | --------------------- | --------------------- | --------------------- | ----- | ----- | ------ |
| Deportes La Pintana · Chile       | 3.ª                 | 2016-17             | 23    | 8     | ?      | —                | —                | —                | —                     | —                     | —                     | 23    | 8     | ?      |
| Deportes La Pintana · Chile       | Total club          | Total club          | 23    | 8     | 0      | 0                | 0                | 0                | 0                     | 0                     | 0                     | 23    | 8     | 0      |
| Deportes Recoleta · Chile         | 3.ª                 | 2017                | 18    | 12    | 1      | —                | —                | —                | —                     | —                     | —                     | 18    | 12    | 1      |
| Deportes Recoleta · Chile         | Total club          | Total club          | 18    | 12    | 1      | 0                | 0                | 0                | 0                     | 0                     | 0                     | 18    | 12    | 1      |
| Deportes Melipilla · Chile        | 2.ª                 | 2018                | 16    | 8     | 4      | 2                | 0                | 1                | —                     | —                     | —                     | 18    | 8     | 5      |
| Deportes Melipilla · Chile        | Total club          | Total club          | 16    | 8     | 4      | 2                | 0                | 1                | 0                     | 0                     | 0                     | 18    | 8     | 5      |
| Universidad de Concepción · Chile | 2.ª                 | 2018                | 8     | 0     | 0      | —                | —                | —                | —                     | —                     | —                     | 8     | 0     | 0      |
| Universidad de Concepción · Chile | 1.ª                 | 2019                | 12    | 2     | 0      | —                | —                | —                | 2                     | 0                     | 0                     | 14    | 2     | 0      |
| Universidad de Concepción · Chile | Total club          | Total club          | 20    | 2     | 0      | 0                | 0                | 0                | 2                     | 0                     | 0                     | 22    | 2     | 0      |
| Deportes La Serena · Chile        | 2.ª                 | 2019                | 1     | 0     | 0      | —                | —                | —                | —                     | —                     | —                     | 1     | 0     | 0      |
| Deportes La Serena · Chile        | 1.ª                 | 2020                | 3     | 0     | 0      | —                | —                | —                | —                     | —                     | —                     | 3     | 0     | 0      |
| Deportes La Serena · Chile        | Total club          | Total club          | 4     | 0     | 0      | 0                | 0                | 0                | 0                     | 0                     | 0                     | 4     | 0     | 0      |
| Deportes Copiapó · Chile          | 2.ª                 | 2020                | 16    | 3     | 1      | —                | —                | —                | —                     | —                     | —                     | 16    | 3     | 1      |
| Deportes Copiapó · Chile          | Total club          | Total club          | 16    | 3     | 1      | 0                | 0                | 0                | 0                     | 0                     | 0                     | 16    | 3     | 1      |
| Santiago Morning · Chile          | 2.ª                 | 2021                | 31    | 14    | 1      | 1                | 0                | 0                | —                     | —                     | —                     | 32    | 14    | 1      |
| Santiago Morning · Chile          | 2.ª                 | 2022                | 26    | 11    | 2      | 5                | 1                | 0                | —                     | —                     | —                     | 31    | 12    | 2      |
| Santiago Morning · Chile          | Total club          | Total club          | 57    | 25    | 3      | 6                | 1                | 0                | 0                     | 0                     | 0                     | 63    | 26    | 3      |
| Deportes Iquique · Chile          | 2.ª                 | 2023                | 33    | 9     | 4      | 2                | 0                | 0                | —                     | —                     | —                     | 35    | 9     | 4      |
| Deportes Iquique · Chile          | 1.ª                 | 2024                | 26    | 13    | 7      | 6                | 2                | 0                | —                     | —                     | —                     | 32    | 15    | 7      |
| Deportes Iquique · Chile          | 1.ª                 | 2025                | 15    | 3     | 2      | 3                | 0                | 1                | 5                     | 2                     | 1                     | 23    | 5     | 4      |
| Deportes Iquique · Chile          | Total club          | Total club          | 74    | 25    | 13     | 11               | 2                | 1                | 5                     | 2                     | 1                     | 90    | 29    | 15     |
| Total en su carrera               | Total en su carrera | Total en su carrera | 228   | 83    | 22     | 19               | 3                | 2                | 7                     | 2                     | 1                     | 254   | 88    | 25     |

### Selecciones
| Selección      | Temporada | Amistosos | Amistosos | Amistosos | Sudamérica | Sudamérica | Sudamérica | Mundial | Mundial | Mundial | Total | Total | Total  |
| Selección      | Temporada | Part.     | Goles     | Asist.    | Part.      | Goles      | Asist.     | Part.   | Goles   | Asist.  | Part. | Goles | Asist. |
| -------------- | --------- | --------- | --------- | --------- | ---------- | ---------- | ---------- | ------- | ------- | ------- | ----- | ----- | ------ |
| Adulta · Chile | 2025      | 1         | 1         | 0         | —          | —          | —          | —       | —       | —       | 1     | 1     | 0      |
| Adulta · Chile | Total     | 1         | 1         | 0         | 0          | 0          | 0          | 0       | 0       | 0       | 1     | 1     | 0      |

## Palmarés

### Distinciones individuales
| Distinción                                                | Año             |
| --------------------------------------------------------- | --------------- |
| Máximo goleador de la Segunda División Chilena (12 goles) | Transición 2017 |